# Lešane (gmina Apače)
Lešane – miejscowość w Słowenii w gminie Apače.